# ZBR
Зональная побитовая запись (Zone Bit Recording, ZBR) используется дисковыми накопителями для хранения большего числа секторов на внешних дорожках, чем на внутренних. Также называется зональной постоянной угловой скоростью (Zone, Zone CAV, Z-CAV или ZCAV).
На диске, состоящем из дорожек, приближенных к концентрическим — реализованных или как отдельные кольцевые дорожки, или как единственная спиральная дорожка, — физическая длина дорожки (окружности) увеличивается по мере удаления от центральной оси. Внутренние дорожки записаны с той плотностью, которая обеспечена конкретной технологией записи, однако на внешних дорожках при постоянной угловой скорости потенциал устройства реализуется не полностью.
Устройство, использующее ZBR, разделяет диск на несколько зон, записывает внутреннюю дорожку с максимально возможной плотностью, а другие дорожки используются с теми же значениями скорости чтения и записи. Это позволяет хранить на каждой дорожке за пределами внутренней зоны больше бит, чем на дисках, не использующих данный механизм. В результате на той же площади можно хранить больше данных.
На жёстких дисках, использующих ZBR, данные внешней зоны передаются с максимальной скоростью. Так как жёсткие диски и дискеты обычно нумеруют цилиндры, начиная с внешнего края, и поскольку операционные системы обычно заполняют сперва цилиндры с наименьшими номерами, именно здесь операционная система сохраняет свои файлы во время инсталляции на пустой диск. Тестирование дефрагментированных жёстких дисков, когда они новые или пустые, зачастую показывает наибольшую производительность. Через некоторое время, когда сохраняется больше данных на внутренних дорожках, средняя скорость передачи данных падает, и пользователю часто кажется, что их жесткий диск становится менее производительным.
Некоторые другие ZBR-диски, например дисководы для 800-килобайтных 3.5"-дискет в Apple IIGS и предыдущих компьютерах Macintosh, не изменяют скорость передачи данных, однако при чтении внешних дорожек вращают диск быстрее, таким образом приближаясь к устройствам с постоянной линейной скоростью.

## Устройства, использующие ZBR/ZCAV
- Флоппи-диск Commodore 1541
- Флоппи-диск Apple Macintosh 400K/800K
- DVD-RAM
- HD DVD-RW (но не HD DVD-ROM или HD DVD-R)
- Большинство жёстких дисков, выпускаемых с 1990-х годов[2][3]